# 블라디미르 지리놉스키
블라디미르 볼포비치 지리놉스키(러시아어: Влади́мир Во́льфович Жирино́вский, 문화어: 울라지미르 쥐리놉스끼, 1946년 4월 25일~2022년 4월 6일)는 러시아의 정치인이다. 출생 당시의 성씨는 에이델슈테인(Эйдельште́йн)이었다.
1946년 4월 25일 소비에트 연방 카자흐 SSR 알마아타(현재 카자흐스탄 알마티)에서 태어났다.
블라디미르의 아버지인 볼프 이사코비치 에이델슈테인은 폴란드 출신의 유대인이었고, 어머니 알렉산드라 파블로브나(결혼 전 성씨 마카로바)는 러시아인이었다. 지리놉스키 본인은 러시아 정교 신자이다. 1964년 모스크바로 이사하였으며, 1990년 자유민주당을 창당했다.
그의 당 러시아 자유민주당이 1993년 총선에서 23%의 득표를 하며 옐친 정권을 크게 위협하면서 한때 지리놉스키는 강력한 대권 주자로 떠올랐으나, 1995년 당시 니즈니노브고로드주지사였던 보리스 넴초프와 토론 도중 격분해 넴초프의 얼굴에 오렌지 주스를 뿌린 사건 이후부터 그의 지지율이 크게 하락하며 민심을 잃었다. 문제의 토론회 (18분 50초경)
그는 러시아어를 북한의 제2의 공식어로 설립해아 한다고 주장하였다.
2013년 11월 6일, 그는 로시야 1에 출연해 무슬림 주민 출산율을 통제해야 한다는 주장을 펼쳤고, 이에 푸틴은 이민자 유입 통제 등을 주장하고 있는 지리노프스키 당수에게 국가 통합에 위협이 되는 발언들로 개인적 인기를 높이려는 시도를 하지 말 것을 강하게 주문했다.
2014년, 러시아군의 우크라이나 군사 개입에 반대하는 2014년 러시아 반전 시위가 열리자 그는 즉각 시위대를 '비애국자이자 정신이상자'라고 비난하였다.
2022년 4월 6일에 코로나바이러스감염증-19 합병증으로 사망했다.

## 역대 선거 결과
| 선거명      | 직책명                     | 대수 | 정당              | 득표율 | 득표수      | 결과 | 당락                 |
| ----------- | -------------------------- | ---- | ----------------- | ------ | ----------- | ---- | -------------------- |
| 1991년 선거 | 러시아의 대통령            | 1대  | 러시아 자유민주당 | 7.81%  | 6,211,007표 | 3위  | 낙선                 |
| 1993년 선거 | 하원의원 (스콜코보 선거구) | 1대  | 러시아 자유민주당 | 34.51% | 104,874표   | 1위  | 러시아 하원의원 당선 |
| 1996년 선거 | 러시아의 대통령            | 1대  | 러시아 자유민주당 | 5.70%  | 4,311,479표 | 5위  | 낙선                 |
| 1999년 선거 | 벨고로드 주지사            | 2대  | 러시아 자유민주당 | 17.4%  | -표         | 3위  | 낙선                 |
| 2000년 선거 | 러시아의 대통령            | 2대  | 러시아 자유민주당 | 2.70%  | 2,026,513표 | 5위  | 낙선                 |
| 2008년 선거 | 러시아의 대통령            | 3대  | 러시아 자유민주당 | 9.35%  | 6,988,510표 | 3위  | 낙선                 |
| 2012년 선거 | 러시아의 대통령            | 4대  | 러시아 자유민주당 | 6.22%  | 4,458,103표 | 4위  | 낙선                 |
| 2018년 선거 | 러시아의 대통령            | 4대  | 러시아 자유민주당 | 5.65%  | 4,154,985표 | 3위  | 낙선                 |

## 같이 보기
- 알렉산드르 두긴
- 러시아 국민주의